# فیلیپ عرب
مارکوس یولیوس فیلیپوس (به لاتین: Marcus Iulius Philippus Augustus) معروف به فیلیپ عرب (درگذشتهٔ ۲۴۹) امپراتور روم بین سال‌های ۲۴۴ تا ۲۴۹ بود.

## سال‌های آغازین
فیلیپ عرب با نام مارکوس یولیوس فیلیپوس در شهبا (در نزدیکی بصری امروزی در سوریه) و در خانواده‌ای از چابک‌سواران برجسته با اصالت عربی زاده شد. در بحبوحهٔ جنگ امپراتوری روم با ساسانیان ساسانی و به‌دنبال درگذشت تیمسیتئوس، فرماندهٔ پرتورین‌ها و پدر زن امپراتور گوردیان سوم، فیلیپ جانشین او شد.
در ۱۱ فوریه ۲۴۴ خبر مرگ گوردیان سوم منتشر شد. بنا بر منابع ساسانی او در نبرد میسیکه کشته شده بود، اما فیلیپ، مرگ او را بر اثر ابتلا به بیماری اعلام نمود. در منابع یونانی اشاره‌ای به نبرد میسیکه نشده‌ است و فیلیپ عرب را عامل مرگ امپراتور نوجوان می‌دانند. با مرگ گوردیان سوم، فیلیپ به مقام امپراتوری روم رسید و به سرعت عهدنامهٔ صلحی را با امپراتوری ساسانیان برای پایان بخشیدن به جنگ امضا کرد. پس از آن فیلیپ مدتی را به مبارزه با گوت‌ها و دیگر قبایل ناحیهٔ دانوب سپری نمود و سرانجام در سال ۲۴۸ میلادی به رم بازگشت تا در جشن هزارمین سال بنیادگذاری شهر شرکت جوید.

## درگذشت
دوران فرمانروایی فیلیپ عرب با بحران واقعی سدهٔ سوم همراه بود. در این مدت قبایل متجاوز مرزهای امپراتوری روم را مورد تاخت و تاز خود قرار داده بودند. در داخل امپراتوری روم نیز جنگ داخلی به فرماندهی ژنرال‌های مخالف رخ می‌داد. فیلیپ عرب در سال ۲۴۸ میلادی، دسیوس را برای مقابله با تهاجم گوت‌ها به منطقهٔ دانوب فرستاد. دسیوس توانست بر گُت‌ها چیره شود. این موفقیت اولیه سبب شد تا سپاهیانش او را امپراتور بنامند. سپس دسیوس به سرعت با لشگریانش به سوی رم حرکت کرد. فیلیپ عرب نیز پس از اطلاع از این رویداد با سپاهیانش برای مقابله با دسیوس از رم خارج شد. دو سپاه در تابستان سال ۲۴۹ میلادی، در ورونا (واقع در ایتالیای امروزی) با یکدیگر روبرو شدند. فیلیپ در سپتامبر همان سال شکست خورد و کشته شد. پس از کشته شدن فیلیپ عرب، سنای روم دسیوس را به عنوان امپراتور جدید به رسمیت شناخت.

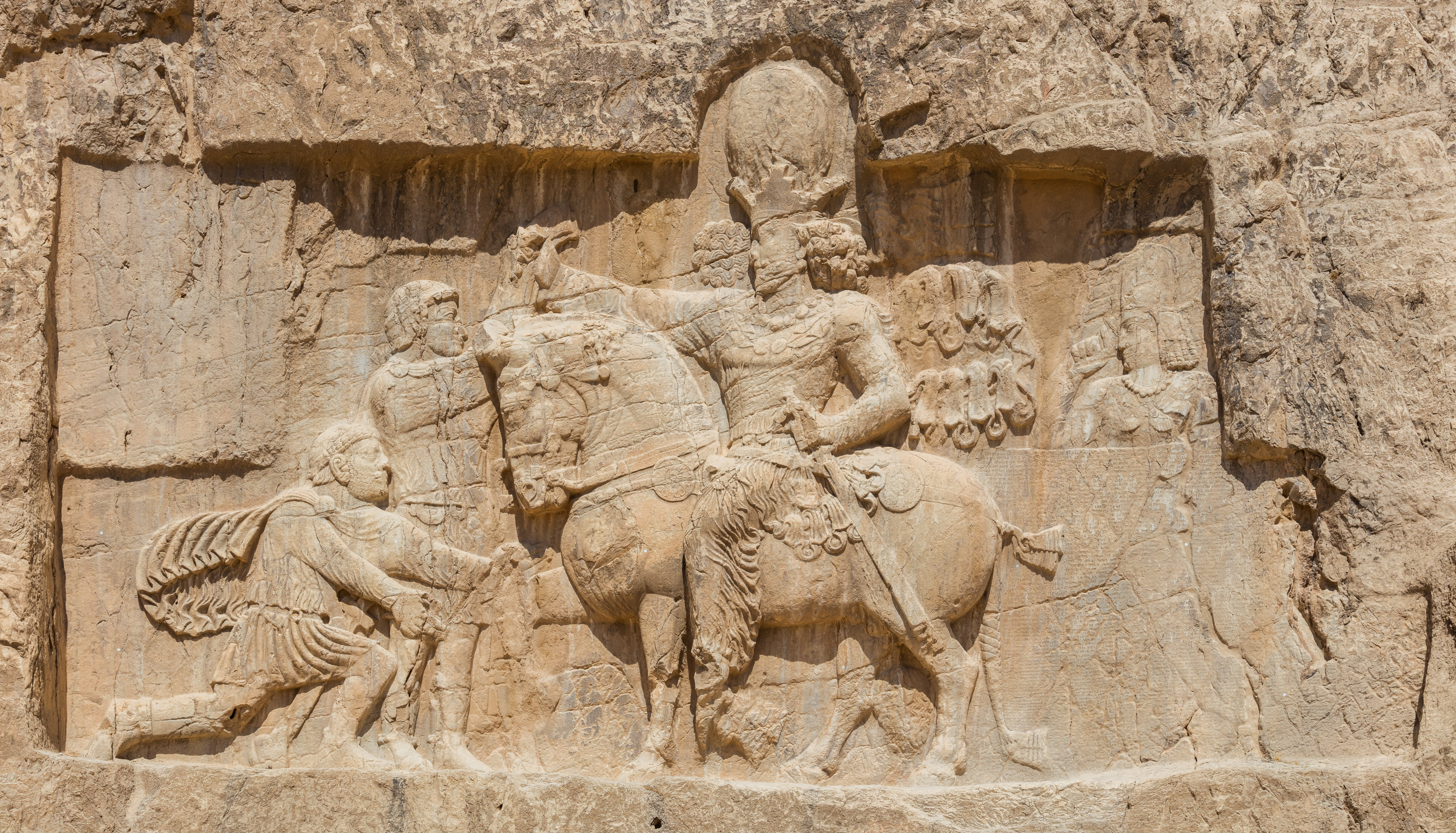
سنگ‌نگاره نقش رستم که در آن فیلیپ عرب و والرین در مقابل شاپور یکم زانو زده‌اند.